# 1415 в Україні

## Події
- За сприяння литовського князя Вітовта митрополитом київським проголошено Григорія Цамблака. Константинополь не визнав цього призначення і відлучив Цамблака від церкви.

## Засновані, зведені
- Войславичі
- Гвоздів (Васильківський район)
- Жовтневе (Поліський район)
- Кацюбіїв
- Літиня
- Мигалки
- Міжгір'я (смт)
- Ніжиловичі
- Новосілки (Макарівський район)
- Пилипче (Борщівський район)
- Поліське (смт)